# Tà Long
Tà Long là một xã cũ thuộc huyện Đakrông, tỉnh Quảng Trị, Việt Nam.

## Địa lý
Xã Tà Long có diện tích 186,18 km², dân số năm 2020 là 3.937 người, mật độ dân số đạt 21 người/km².

## Lịch sử
Ngày 16 tháng 6 năm 2025, Ủy ban Thường vụ Quốc hội ban hành Nghị quyết số 1680/NQ-UBTVQH15 về việc sắp xếp các đơn vị hành chính cấp xã của tỉnh Quảng Trị năm 2025. Theo đó, sắp xếp toàn bộ diện tích tự nhiên, quy mô dân số của xã Ba Nang, xã Tà Long, xã Đakrông thành xã mới có tên gọi là xã Đakrông.

## Hành chính
Xã Tà Long được chia thành 7 thôn : Chai, Ly Tôn, Pa Hy, Pa Ngày, Tà Lao, Trại Cá, Xi Pa